# Dinagatöarna (provins)

Dinagatöarnas läge

Dinagatöarna var en provins strax norr om nordöstra Mindanao i Filippinerna. Den är belägen i regionen Caraga och består av Dinagatön samt några mindre öar. Invånarantalet beräknas till ungefär 120 000 (2006) på en yta av 802 km². Administrativ huvudort var San Jose.
Provinsen bildades i slutet av 2006 och var tidigare en del av provinsen Surigao del Norte. Den bestod av sju kommuner. 2010 sammanfogades Dinagatöarna åter igen med provinsen Surigao del Norte.